# Zsombor Piros
Zsombor Piros, né le 13 octobre 1999 à Budapest, est un joueur de tennis hongrois.

## Carrière junior
Il débute sur le circuit Junior en 2014 à l'occasion d'un tournoi chez lui à Budapest. Après des débuts timides, il fait parler de lui la première fois en sortant des qualifications et en passant un tour dans un Grade 1, le Perin Memorial, à seulement 15 ans. Alors qu'il se frotte à des tournois de plus en plus relevés, il remporte son premier titre à domicile à l'occasion d'un Grade 4 contre son compatriote Akos Kotorman. En fin d'année 2015, il atteint la demi-finale du Grade A de Mexico en battant sur son passage la tête de série no 5 : Miomir Kecmanović. Son année 2016 est sensiblement la même avec encore une demi-finale à Mexico pour boucler la saison.
C'est en 2017 que Zsombor Piros prend une nouvelle dimension. Au Grade 1 de Traralgon, en préparation de l'Open d'Australie, il atteint la finale. Il ne perd que contre Corentin Moutet en deux sets. Mis en confiance, il montre tout son talent à l'occasion de l'Open d'Australie. Il arrive jusqu'en finale sans perdre le moindre set. Sur son chemin, il bat la tête de série no 2 Yu Hsiou Hsu en 1/8 et il prend sa revanche en éliminant Moutet aux portes de la finale. Pour l'ultime rencontre, il est opposé à Yshai Oliel tête de série no 4. Il perd le premier set mais sort vainqueur au bout d'un match accroché : 4-6, 6-4, 6-3. Ce titre en Grand Chelem le propulse à la place de numéro 4 Junior.
Il remporte un nouveau titre en Grand Chelem quelques mois plus tard à l'occasion de Roland-Garros mais ce coup-ci en double. Associé à Nicola Kuhn, les deux battent en finale la paire Vasil Kirkov - Danny Thomas : 6-4, 6-4.
Il poursuit son excellente saison Junior en remportant un autre grand titre à l'occasion du Championnat d'Europe Junior. En finale, il bat Corentin Moutet sur le score de 6-4, 7-5.

## Carrière professionnelle
Il débute sur le circuit professionnel à l'occasion d'un tournoi Futures en Serbie en septembre 2015. Il inscrit son premier point ATP un mois plus tard.
Après son brillant début d'année sur le circuit junior, Zsombor Piros est invité au Challenger de Budapest. Pour ses débuts, il fait forte impression en remportant le premier set de son match contre Edward Corrie 6-0. Malgré cette brillante première manche, il perd le match. Par la suite, il alterne entre le circuit junior et les tournois Futures où il y réalise quelques bons résultats. Il débute de fort belle manière la saison 2018 en battant au Challenger de Nouméa son premier top 100 en la personne de Julien Benneteau, alors 53e mondial. Il sauve une balle de match avant de s'imposer en trois sets. Il confirme derrière en participant aux qualifications de l'Open d'Australie où il passe un tour grâce à une victoire contre Facundo Bagnis. En juin, Zsombor Piros remporte son premier titre professionnel, après trois échecs en finale, à l'occasion d'un Futures 25000 $ chez lui, à Budapest. Il bat en finale Dragos Dima 6-3, 6-2 et a battu au cours du tournoi les têtes de séries no 1 et no 2.
Le 18 février 2024, il remporte le challenger de Cherbourg en battant le Français Martineau en finale après avoir battu la tête de série numéro 2 le Français Quentin Halys.

### En coupe Davis
Zsombor Piros fait partie de l'équipe de Hongrie de Coupe Davis depuis 2018 et un match sans enjeu à l'occasion du premier tour du Groupe Mondial. Il y bat le Belge Julien Cagnina en deux sets. Plus tard la même année, il dispute les barrages et bat son second top 100 en carrière, Jiří Veselý en 5 sets. Lors de l'édition 2021, il bat John Millman (72e mondial) et Marin Čilić (30e) en phase de poules mais ces victoires ne permettent pas à son équipe de se qualifier pour les quarts de finale.
| #                                                                   | Date          | Lieu      | Surface      | Gagnant(s)            | Perdant(s)     | Score                    |          |
|                                                                     |               |           |              |                       |                |                          |          |
| 2018 - 1er tour (groupe mondial) - Hongrie - Belgique 2:3           |               |           |              |                       |                |                          |          |
| 1                                                                   | 02-04/02/2018 | Liège     | Dur (int.)   | Zsombor Piros         | Julien Cagnina | 6-3, 7-63                | Parcours |
|                                                                     |               |           |              |                       |                |                          |          |
| 2018 - Barrages (groupe mondial) - Hongrie - République Tchèque 2:3 |               |           |              |                       |                |                          |          |
| 2                                                                   | 14-16/09/2018 | Budapest  | Terre-battue | Zsombor Piros         | Jiří Veselý    | 3-6, 6-4, 4-6, 7-63, 7-5 | Parcours |
| 2                                                                   | 14-16/09/2018 | Budapest  | Terre-battue | Lukáš Rosol           | Zsombor Piros  | 4-6, 6-76, 3-6           | Parcours |
|                                                                     |               |           |              |                       |                |                          |          |
| 2019 - play-off (groupe mondial) - Hongrie - Allemagne 0:5          |               |           |              |                       |                |                          |          |
| 5                                                                   | 01-02/02/2019 | Francfort | Dur (int.)   | Philipp Kohlschreiber | Zsombor Piros  | 6-76, 7-5, 6-4           | Parcours |

## Classements ATP en fin de saison
| Année          | 2015 | 2016 | 2017 | 2018 | 2019 | 2020 | 2021 | 2022 | 2023 |
| Rang en simple | 1760 | 1558 | 626  | 387  | 422  | 435  | 282  | 164  | 127  |
| Rang en double | –    | 1500 | 1551 | 1538 | 1124 | 1134 | 1432 | 1244 | –    |

Source : (en) Classements de Zsombor Piros sur le site officiel de la Fédération internationale de tennis